# Pseudospinolia incrassata incrassata
Pseudospinolia incrassata incrassata é uma subespécie de insetos himenópteros, mais especificamente de vespas pertencente à família Chrysididae.
A autoridade científica da subespécie é Spinola, tendo sido descrita no ano de 1838.
Trata-se de uma subespécie presente no território português.